# Aire métropolitaine de Lille
Pour les articles homonymes, voir AML.
L'aire métropolitaine de Lille  ou AML (en néerlandais : Grootstedelijk gebied Rijsel) représente l'aire d'influence y compris extraterritoriale située en Belgique (dans les régions de Flandre et de Wallonie) de l’unité urbaine de Lille, (préfecture des Hauts-de-France) au-delà des limites de son agglomération et de son arrondissement.
Il s'agit d'une instance de coopération transnationale, informelle mais reconnue par l'État français le 9 août 2005, qui regroupe 23 acteurs publics français et belges. Elle ne doit pas être confondue avec l'Eurométropole Lille-Kortrijk-Tournai, un groupement européen de coopération territoriale (GECT) créée en 2008, qui couvre un territoire transfrontalier plus restreint avec des compétences élargies et une structure plus formelle et concrète, ni avec la Métropole européenne de Lille, qui est une intercommunalité française au centre de l'aire métropolitaine de Lille comme de l'Eurométropole. 
Avec 3,8 millions d'habitants sur seulement 7 200 km2, l'aire métropolitaine de Lille compte parmi les régions d'Europe les plus densément peuplées (528 hab/km2, contre 116 hab/km2 en France métropolitaine et 368 hab/km2 en Belgique). Son influence s'étend au nord jusqu'à rencontrer l'aire d'influence de Bruxelles, vers Ath en Belgique. Au sud, son influence s'amenuise avec la seule distance, puisque la prochaine agglomération d'importance est Paris.

## Périmètre
| Pays     | Département/province | Arrondissement      | Population | Superficie (km²) | Densité (hab/km²) |
| -------- | -------------------- | ------------------- | ---------- | ---------------- | ----------------- |
| France   | Nord (59)            | Lille               | 1 253 768  | 880              | 1 395             |
| France   | Nord (59)            | Valenciennes        | 349 486    | 635              | 551               |
| France   | Nord (59)            | Douai               | 247 279    | 477              | 519               |
| France   | Nord (59)            | Cambrai             | 162 607    | 891              | 183               |
| France   | Nord (59)            | Maubeuge            | 232 032    | 1 408            | 165               |
| France   | Pas-de-Calais (62)   | Lens                | 358 694    | 316              | 1 134             |
| France   | Pas-de-Calais (62)   | Béthune             | 285 789    | 674              | 424               |
| France   | Pas-de-Calais (62)   | Arras               | 263 144    | 2 314            | 114               |
| Belgique | Flandre-Occidentale  | Courtrai (Kortrijk) | 281 112    | 403              | 698               |
| Belgique | Flandre-Occidentale  | Roulers (Roeselare) | 145 024    | 272              | 534               |
| Belgique | Flandre-Occidentale  | Tielt               | 90 274     | 330              | 274               |
| Belgique | Flandre-Occidentale  | Ypres (Ieper)       | 105 828    | 550              | 193               |
| Belgique | Hainaut              | Tournai             | 144 486    | 608              | 238               |
| Belgique | Hainaut              | Ath                 | 84 958     | 487              | 174               |
| Belgique | Hainaut              | Mouscron            | 72 380     | 101              | 715               |

## Organisation
Les conseils départementaux du Nord et du Pas-de-Calais, ainsi que le conseil régional des Hauts-de-France et les provinces belges de Hainaut (francophone) et de Flandre-Occidentale (néerlandophone) sont membres associés.
L'Agence de développement et d'urbanisme de Lille métropole et la Mission Bassin Minier assurent l'animation et la coordination des travaux menés en commun par les partenaires.

## Objectifs
L'objectif poursuivi dans le cadre du partenariat est de hisser l'ensemble des territoires concernés au rang de grande métropole européenne. 
Les partenaires ont notamment pour ambition de traiter de façon coordonnée les questions relatives aux transports, aux espaces naturels, à la valorisation des voies d’eau, à la gestion des ressources en eau, à la société de la connaissance, à la politique de la ville créative, à l'urbanisme durable et de façon générale à l'attractivité du territoire.

## Histoire et gouvernance
- En décembre 2007, une association dénommée « aire métropolitaine de Lille » a été créée pour piloter la démarche de coopération, délégant à l'Agence de développement et d'urbanisme de Lille Métropole l'animation des travaux des partenaires.
- L'Eurométropole Lille-Kortrijk-Tournai a été créée (le 22 janvier 2008 via un arrêté préfectoral créant un GECT, sur une zone regroupant 2,1 millions d'habitants)[2].